# Obrium costaricum
Obrium costaricum es una especie de escarabajo longicornio del género Obrium, clasificada en la tribu Obriini, de la subfamilia Cerambycinae. Fue descrita por Hovore & Chemsak en 1980.
La especie mide 7-8,5 mm de longitud y el período de actividad en adultos se presenta en febrero, mayo y junio. Se distribuye por Costa Rica  y Panamá.